# Edwardsville (Illinois)
Edwardsville település az Amerikai Egyesült Államok Illinois államában, Madison megyében, melynek megyeszékhelye is. Lakosainak száma 27 000 fő (2024. március 16.).

## Népesség
A település népességének változása:

| 2010 | 24 293 |
| 2024 | 27 000 |